# 光教中央站
光教中央站（：／ Gwanggyo-jungang yeok */?）副站名亞洲大學（아주대），是新盆唐線沿線的一座地下車站，位於韓國京畿道水原市靈通區二儀洞。

## 車站結構
本站與客運轉運站共構，地下1樓為巴士轉乘中心，車站大廳則位於地下2樓，月台層位於地下3樓。
站體為2面4線雙島式月台構造，外側月台不使用，候車月台並設有月台幕門，有出口4處。

### 月台配置
| ↑ 上峴      |
| 上 \| 下 \| |
| 光教 ↓      |

| 月台 | 路線      | 目的地                   |
| ---- | --------- | ------------------------ |
| 上行 | ●新盆唐線 | 水枝區廳、亭子、江南方向 |
| 下行 | ●新盆唐線 | 光教方向                 |

## 歷史
- 2016年1月30日：落成啟用。

## 車站周邊
- 亞洲大學
- 光教1洞住民中心
- 光教湖水公園（朝鲜语：광교호수공원）
- 京畿道政府
- 水原世界盃競技場
- 樂天百貨光教店

## 圖片

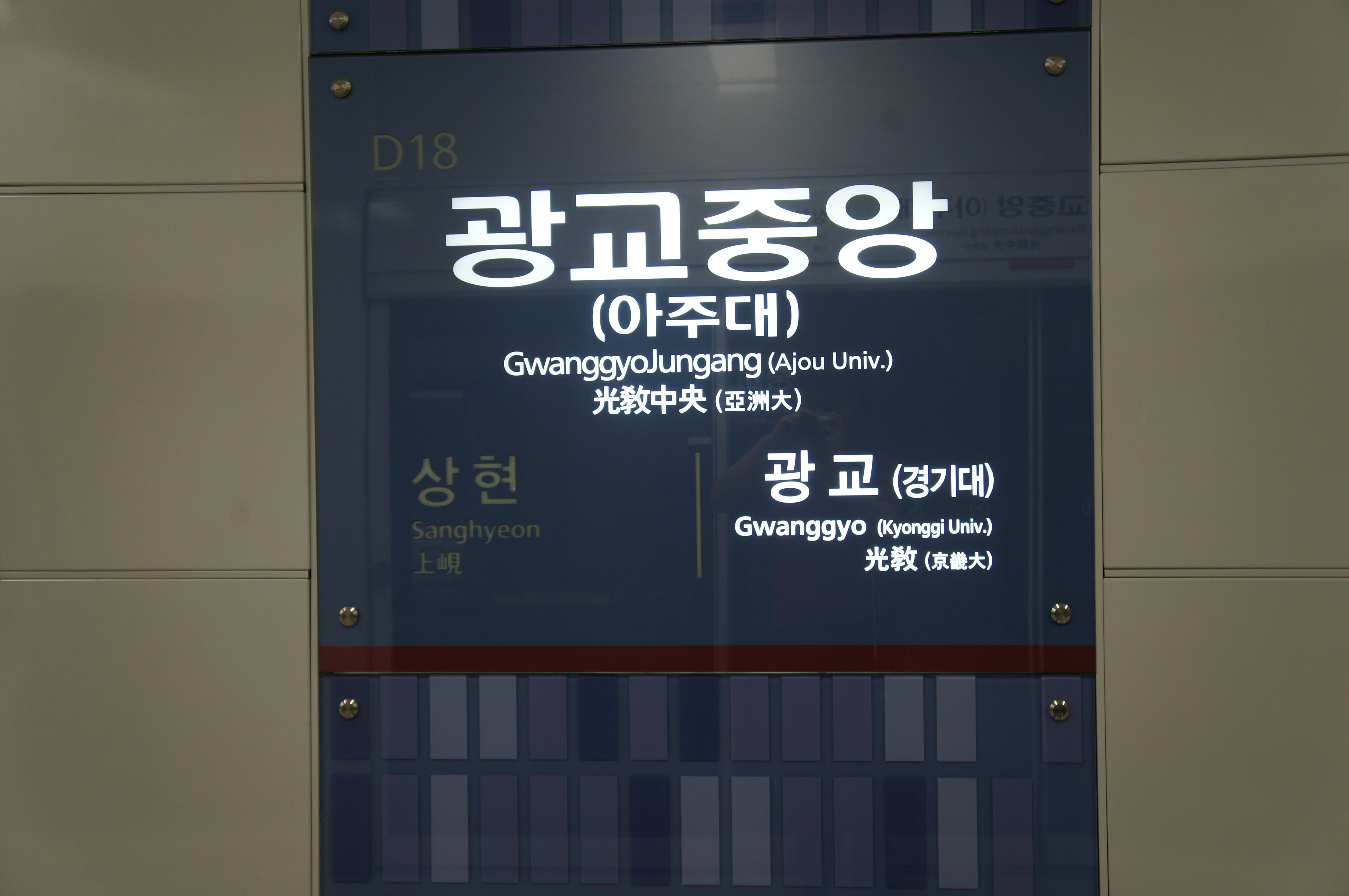
站名牌
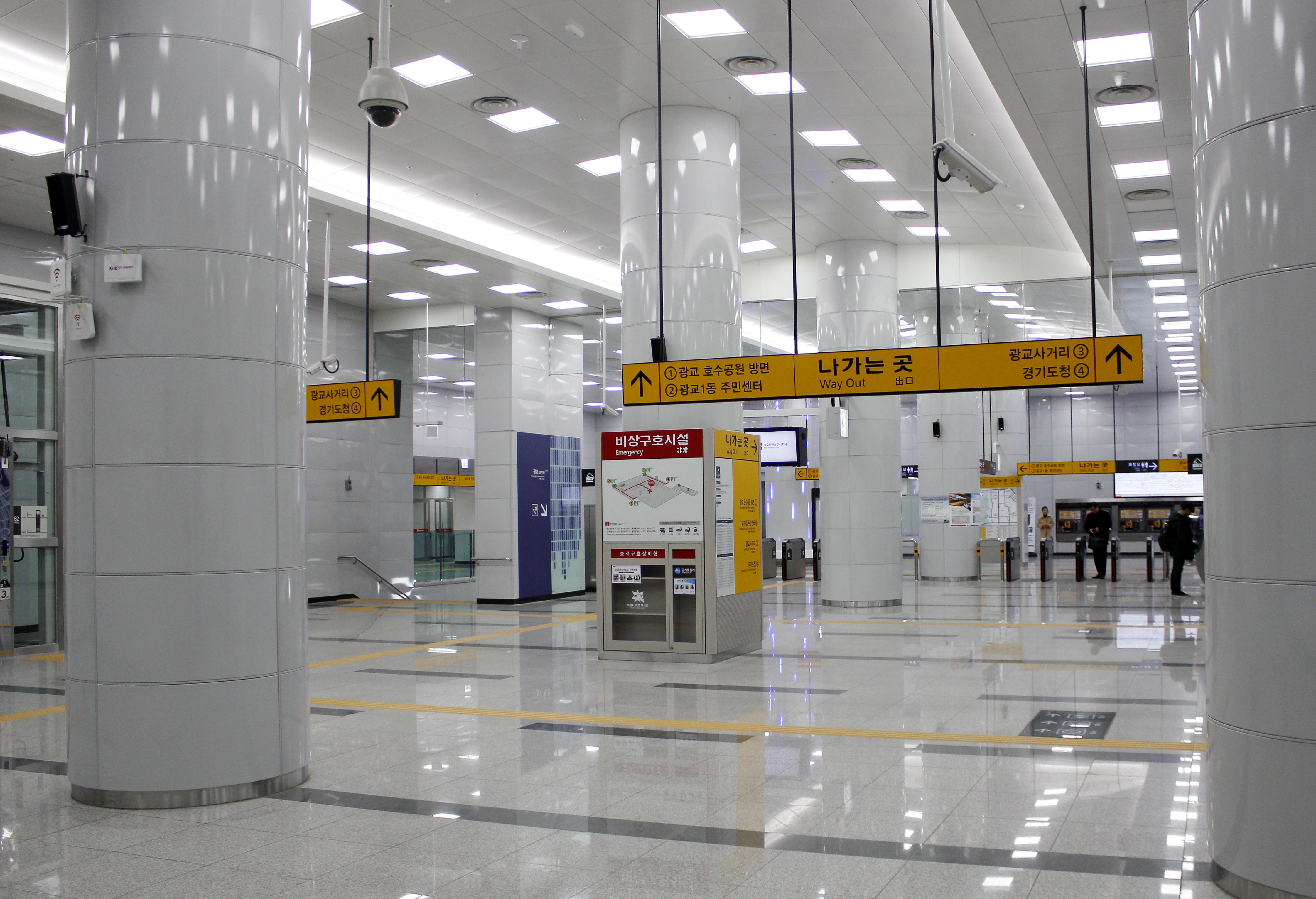
車站大廳
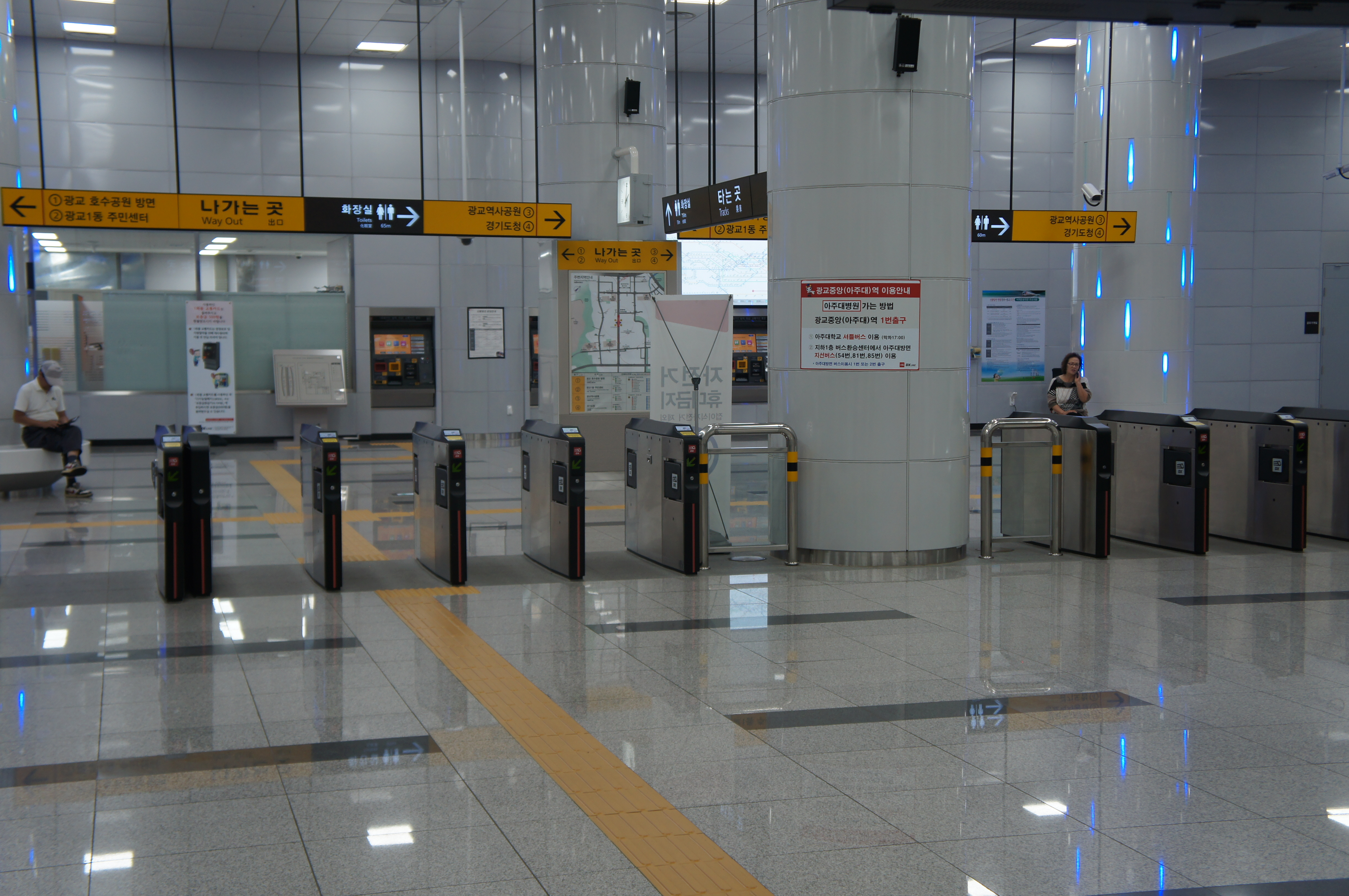
剪票閘口
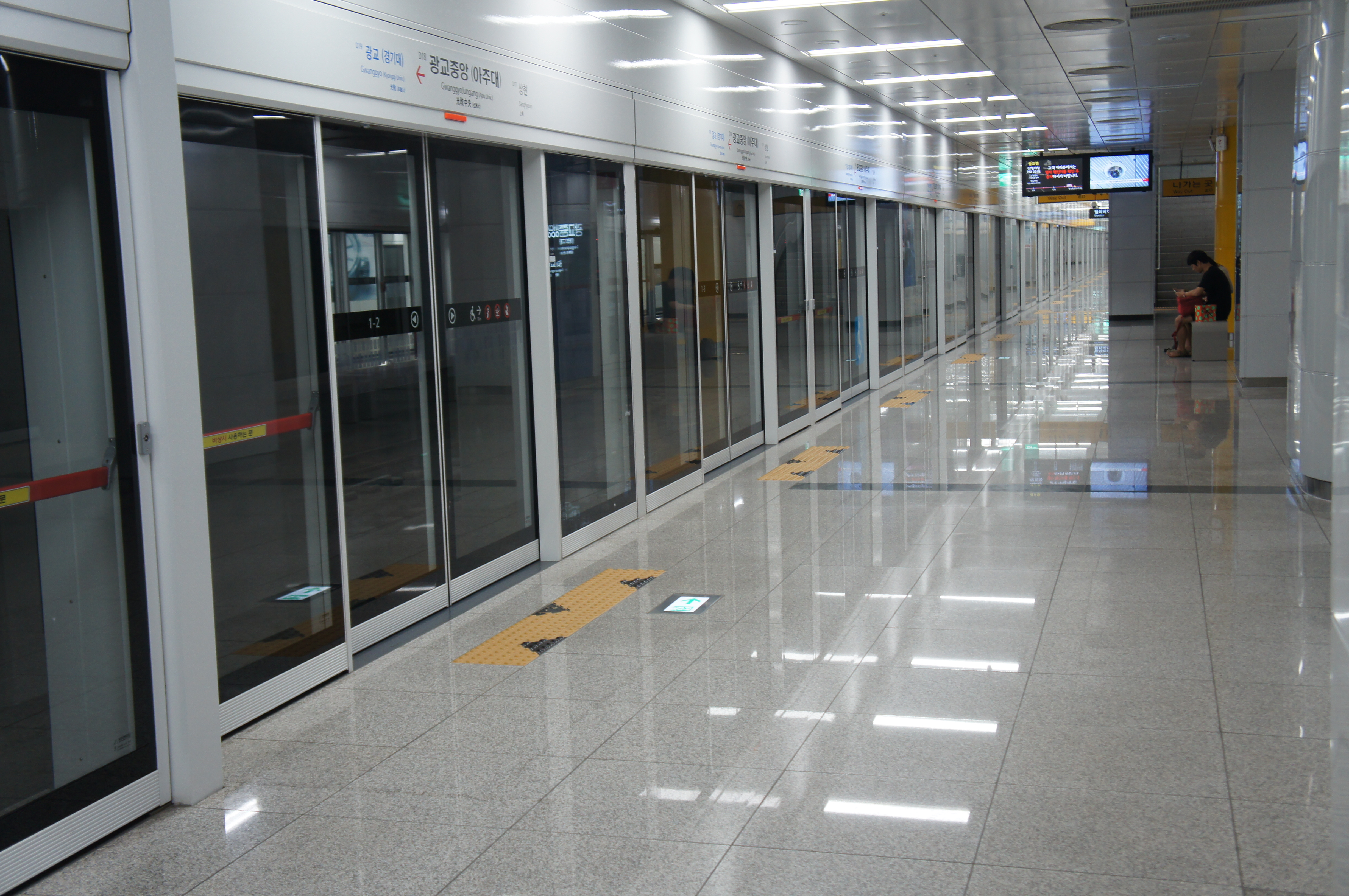
候車月台
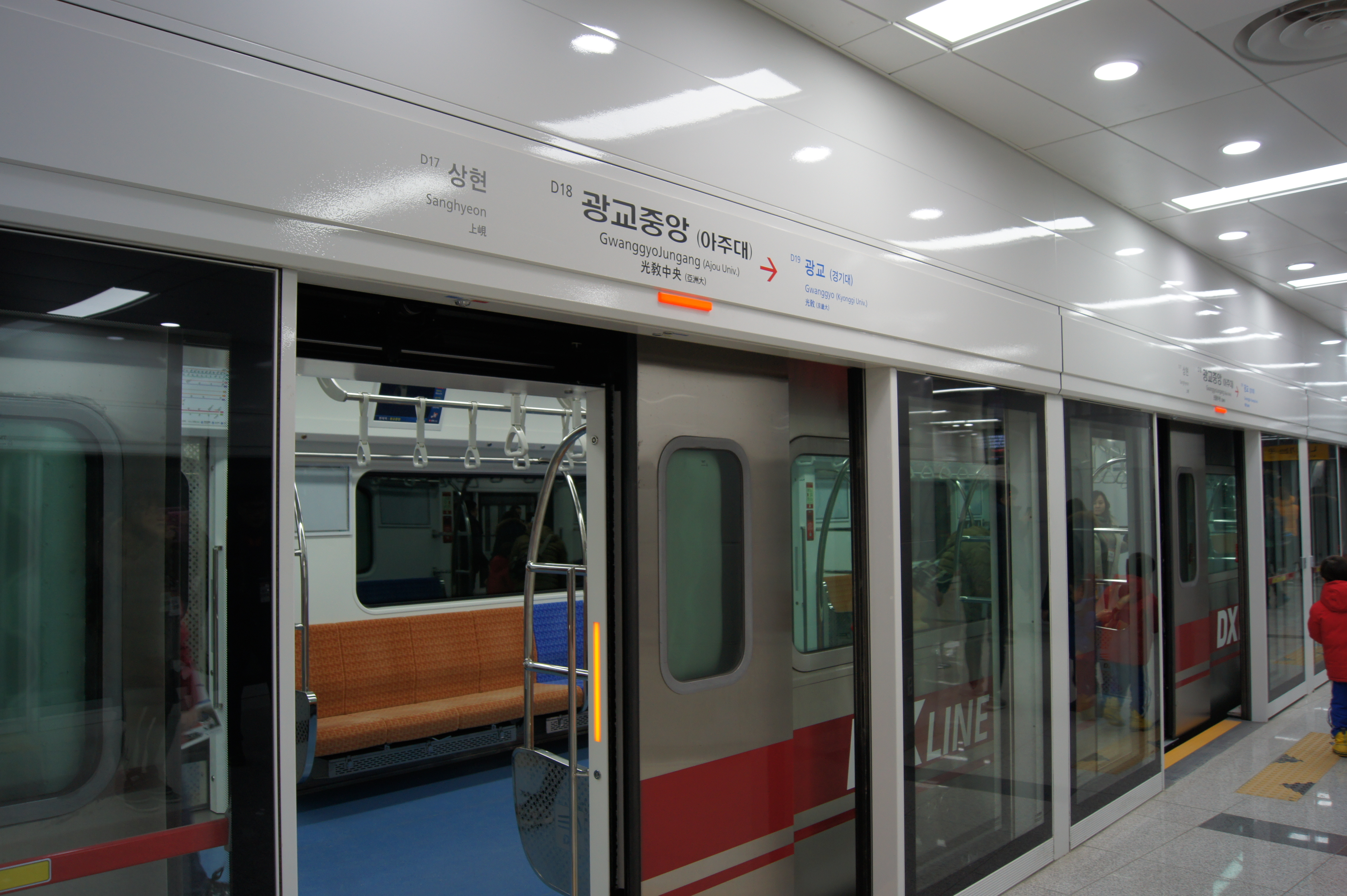
月台門
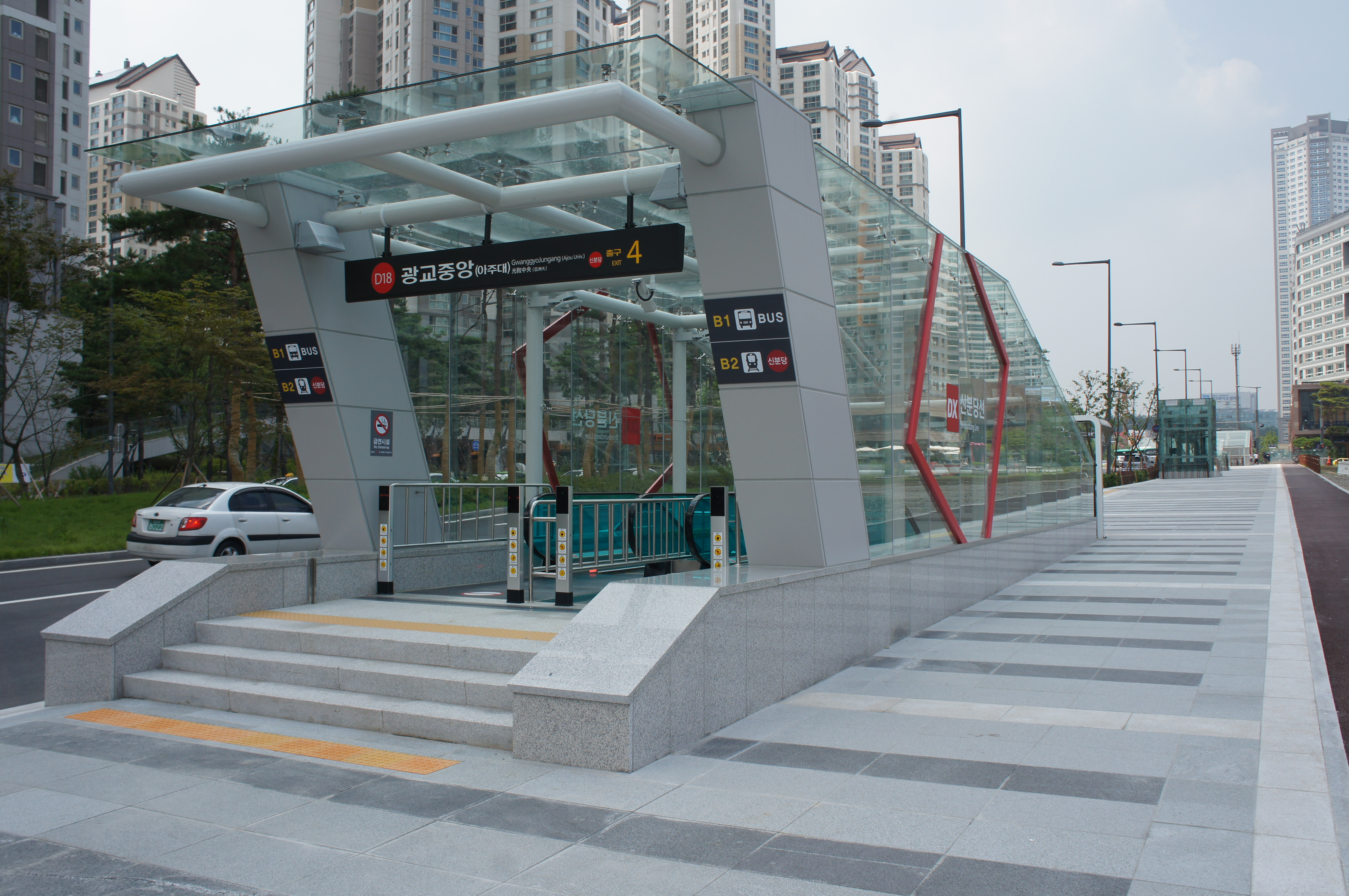
4號出口
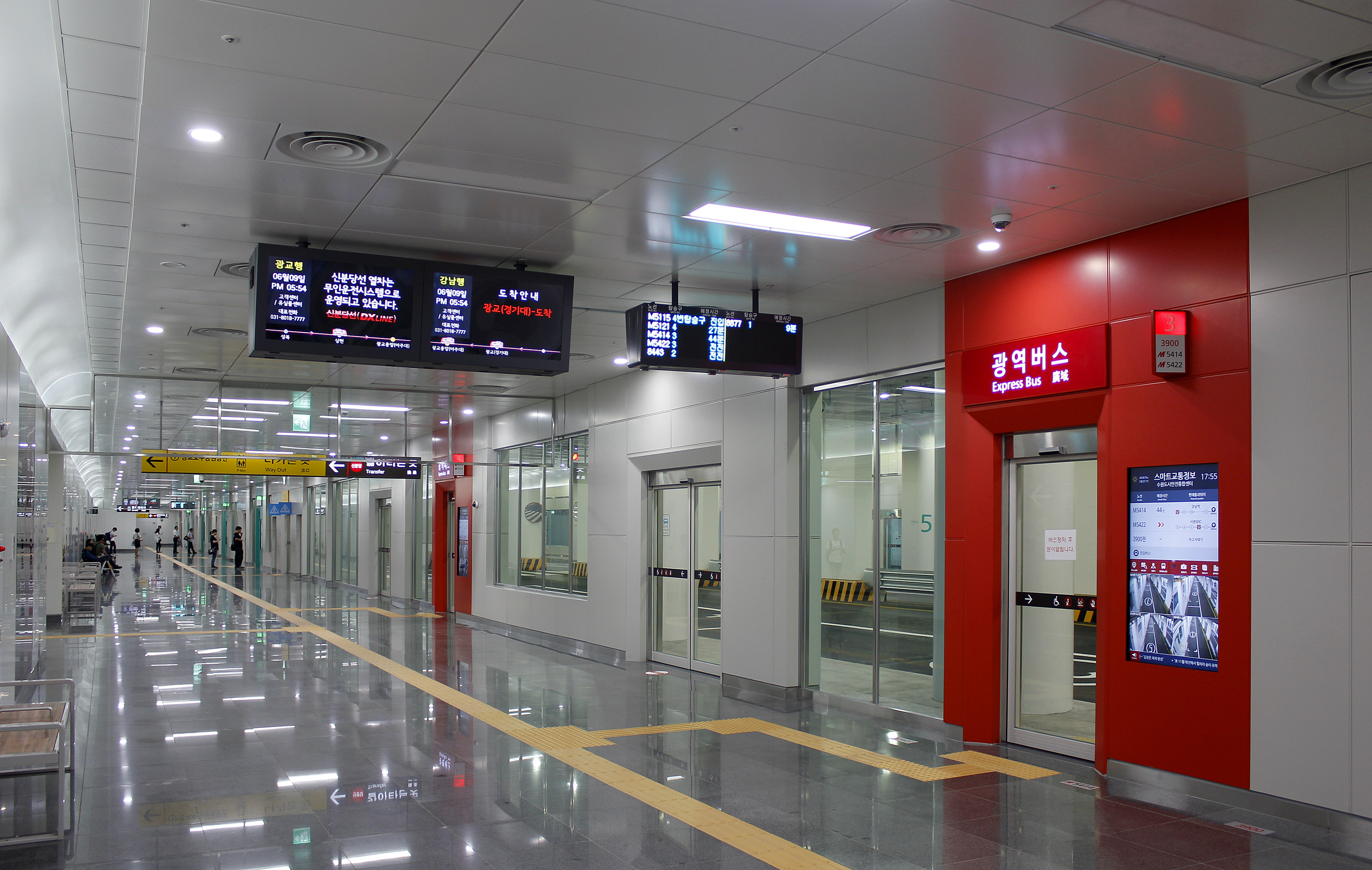
巴士轉乘中心

## 相鄰車站
Neo Trans
●新盆唐線
上峴（D17）－光教中央（D18）－光教（D19）